# Toplotna obdelava
Toplotna obdelava je skupina industrijskih, toplotnih in kovinskoobdelovalnih postopkov, ki se uporabljajo za spreminjanje fizikalnih in včasih tudi kemičnih lastnosti danega materiala. Tovrstne procese največkrat uporabljamo v metalurške namene. Toplotna obdelava se uporablja tudi pri proizvodnji številnih drugih materialov, kot je steklo. Toplotna obdelava vključuje uporabo segrevanja ali ohlajanja, običajno do ekstremnih temperatur, da se doseže želene mehanske lastnosti, bodisi s strjevanjem bodisi z mehčanjem materiala. Tehnike toplotne obdelave vključujejo žarjenje, utrjevanje, popuščanje, razogličenje in kaljenje. Čeprav se izraz toplotna obdelava uporablja le za postopke, pri katerih se segrevanje in hlajenje izvajata s posebnim namenom namernega spreminjanja lastnosti, se segrevanje in hlajenje obdelovanca pogosto pojavljata naključno med drugimi proizvodnimi postopki, kot sta vroče preoblikovanje ali varjenje.